# Rhye
Rhye ist ein US-amerikanisches Indie-Duo.

## Geschichte
Die Band wurde 2010 in Los Angeles von dem Kanadier Mike Milosh, genannt Rhye, und dem aus Dänemark stammenden Robin Hannibal gegründet. 2013 befanden sie sich bei Universal Music unter Vertrag. Ihr Debütalbum Woman wurde 2012 bei Polydor veröffentlicht; nach der Woman-Tour schied Hannibal aus.

## Diskografie

### Alben
- 2012: Woman
- 2018: Blood
- 2019: Spirit
- 2021: Home

### Singles
- 2013: The Fall (Remixes)
- 2017: Please
- 2017: Taste

## Auszeichnungen für Musikverkäufe
| Goldene Schallplatte - Dänemark - 2021: für das Album Woman |

| Land/RegionAuszeichnungen für Musikverkäufe (Land/Region, Auszeichnungen, Verkäufe, Quellen) | Gold  | Platin | Verkäufe | Quellen |
| -------------------------------------------------------------------------------------------- | ----- | ------ | -------- | ------- |
| Dänemark (IFPI)                                                                              | Gold1 | —      | 10.000   | ifpi.dk |
| Insgesamt                                                                                    | Gold1 | —      |          |         |